# Терзийский мост
Терзийский мост (алб. Ura e Terzive, серб. Терзиjски мост, тур. Terzi Köprüsü) — каменный арочный мост через реку Рибник в Косове. Находится у села Бистражин, близ Джяковицы. Является памятником культуры Сербии исключительной важности. Мост состоит из 11 арок, между которыми расположены ниши.

## История
Представляет собой пример средневекового мостостроительства в Косове, один из немногих, дошедший до нашего времени. Мост был построен турками в конце XV века через реку Рибник, причём был построен на старом пути, связывавшем Джяковицу и Призрен. Мост неоднократно обновлялся и достраивался, в том числе из-за изменения течения реки. Свой современный вид он получил в XVIII столетии. В 1982—1984 годах проведена реставрация моста.